# Campionati mondiali di lotta 2005
I campionati mondiali di lotta 2005 si sono svolti al László Papp Budapest Sports Arena di Budapest, in Ungheria, dal 26 settembre al 2 ottobre 2006. 

## Nazioni partecipanti
Hanno preso parte alla competizione 621 lottatori in rappresentanza di 81 distinte delegazioni nazionali.
- Samoa Americane (1)
- Argentina (1)
- Armenia (11)
- Australia (4)
- Austria (5)
- Azerbaigian (10)
- Bielorussia (20)
- Bosnia ed Erzegovina (2)
- Brasile (4)
- Bulgaria (14)
- Canada (14)
- Rep. Centrafricana (1)
- Cile (1)
- Cina (20)
- Taipei cinese (2)
- Croazia (1)
- Cuba (13)
- Cipro (1)
- Rep. Ceca (6)
- Danimarca (2)
- Rep. Dominicana (3)
- Egitto (5)
- Estonia (4)
- Finlandia (8)
- Francia (12)
- Georgia (15)
- Germania (20)

- Gran Bretagna (4)
- Grecia (16)
- Guatemala (3)
- Ungheria (21)
- India (18)
- Iran (14)
- Irlanda (3)
- Israele (6)
- Italia (14)
- Giappone (21)
- Kazakistan (16)
- Kirghizistan (15)
- Lettonia (3)
- Libano (6)
- Lituania (9)
- Macedonia (1)
- Malta (1)
- Messico (1)
- Moldavia (6)
- Mongolia (14)
- Marocco (2)
- Paesi Bassi (4)
- Nuova Zelanda (1)
- Corea del Nord (4)
- Norvegia (6)
- Palau (1)
- Panama (1)

- Perù (1)
- Polonia (16)
- Portogallo (2)
- Porto Rico (5)
- Qatar (5)
- Romania (17)
- Russia (21)
- Serbia e Montenegro (3)
- Slovacchia (7)
- Slovenia (2)
- Sudafrica (1)
- Corea del Sud (14)
- Spagna (9)
- Suriname (3)
- Svezia (7)
- Svizzera (6)
- Siria (3)
- Tagikistan (1)
- Thailandia (1)
- Tunisia (2)
- Turchia (18)
- Isole Vergini Americane (1)
- Ucraina (21)
- Emirati Arabi Uniti (1)
- Stati Uniti (21)
- Uzbekistan (13)
- Venezuela (9)

## Podi

### Lotta greco-romana
| Evento | Oro                        | Argento                     | Bronzo                         |
| 55 kg  | Hamid Sourian Iran         | Park Eun-chul Corea del Sud | István Majoros Ungheria        |
| 55 kg  | Hamid Sourian Iran         | Park Eun-chul Corea del Sud | Yermek Kuketov Kazakistan      |
| 60 kg  | Armen Nazaryan Bulgaria    | Ali Ashkani Iran            | Eusebiu Diaconu Romania        |
| 60 kg  | Armen Nazaryan Bulgaria    | Ali Ashkani Iran            | Petr Švehla Rep. Ceca          |
| 66 kg  | Nikolay Gergov Bulgaria    | Kim Min-chul Corea del Sud  | Kim Kum-chol Corea del Nord    |
| 66 kg  | Nikolay Gergov Bulgaria    | Kim Min-chul Corea del Sud  | Alain Milián Cuba              |
| 74 kg  | Varteres Samurgašev Russia | Mark Madsen Danimarca       | Marko Yli-Hannuksela Finlandia |
| 74 kg  | Varteres Samurgašev Russia | Mark Madsen Danimarca       | Konstantin Schneider Germania  |
| 84 kg  | Alim Selimau Bielorussia   | Aleksej Mišin Russia        | Sándor Bárdosi Ungheria        |
| 84 kg  | Alim Selimau Bielorussia   | Aleksej Mišin Russia        | Nazmi Avluca Turchia           |
| 96 kg  | Hamza Yerlikaya Turchia    | Lajos Virág Ungheria        | Vasily Teplukhov Russia        |
| 96 kg  | Hamza Yerlikaya Turchia    | Lajos Virág Ungheria        | Justin Ruiz Stati Uniti        |
| 120 kg | Mijaín López Cuba          | Mihály Deák-Bárdos Ungheria | Siarhei Artsiukhin Bielorussia |
| 120 kg | Mijaín López Cuba          | Mihály Deák-Bárdos Ungheria | Yekta Yılmaz Gül Turchia       |

### Lotta libera maschile
| Evento | Oro                          | Argento                   | Bronzo                           |
| 55 kg  | Dilshod Mansurov Uzbekistan  | Radoslav Velikov Bulgaria | Bayaraagiin Naranbaatar Mongolia |
| 55 kg  | Dilshod Mansurov Uzbekistan  | Radoslav Velikov Bulgaria | Jon Hyon-guk Corea del Nord      |
| 60 kg  | Alan Dudayev Russia          | Yandro Quintana Cuba      | Martin Berberyan Armenia         |
| 60 kg  | Alan Dudayev Russia          | Yandro Quintana Cuba      | Morad Mohammadi Iran             |
| 66 kg  | Makhach Murtazaliev Russia   | Serafim Barzakov Bulgaria | Geandry Garzón Cuba              |
| 66 kg  | Makhach Murtazaliev Russia   | Serafim Barzakov Bulgaria | Otar Tushishvili Georgia         |
| 74 kg  | Buvaisar Saitiev Russia      | Árpád Ritter Ungheria     | Nikolay Paslar Bulgaria          |
| 74 kg  | Buvaisar Saitiev Russia      | Árpád Ritter Ungheria     | Joe Williams Stati Uniti         |
| 84 kg  | Revaz Mindorashvili Georgia  | Yoel Romero Cuba          | Magomed Kurugliyev Kazakistan    |
| 84 kg  | Revaz Mindorashvili Georgia  | Yoel Romero Cuba          | Taras Danko Ucraina              |
| 96 kg  | Khadzhimurat Gatsalov Russia | Eldar Kurtanidze Georgia  | Vasyl Tesmynetskyi Ucraina       |
| 96 kg  | Khadzhimurat Gatsalov Russia | Eldar Kurtanidze Georgia  | Aleksey Krupnyakov Kirghizistan  |
| 120 kg | Aydın Polatçı Turchia        | Alexis Rodríguez Cuba     | Tolly Thompson Stati Uniti       |
| 120 kg | Aydın Polatçı Turchia        | Alexis Rodríguez Cuba     | Ottó Aubéli Ungheria             |

### Lotta libera femminile
| Evento | Oro                      | Argento                   | Bronzo                           |
| 48 kg  | Ren Xuecheng Cina        | Iryna Merleni Ucraina     | Carol Huynh Canada               |
| 48 kg  | Ren Xuecheng Cina        | Iryna Merleni Ucraina     | Makiko Sakamoto Giappone         |
| 51 kg  | Hitomi Sakamoto Giappone | Vanessa Boubryemm Francia | Tsogtbazaryn Enkhjargal Mongolia |
| 51 kg  | Hitomi Sakamoto Giappone | Vanessa Boubryemm Francia | Wen Juling Cina                  |
| 55 kg  | Saori Yoshida Giappone   | Su Lihui Cina             | Natalia Golts Russia             |
| 55 kg  | Saori Yoshida Giappone   | Su Lihui Cina             | Tonya Verbeek Canada             |
| 59 kg  | Ayako Shoda Giappone     | Marianna Sastin Ungheria  | Lene Aanes Norvegia              |
| 59 kg  | Ayako Shoda Giappone     | Marianna Sastin Ungheria  | Sally Roberts Stati Uniti        |
| 63 kg  | Kaori Ichō Giappone      | Jing Ruixue Cina          | Sara McMann Stati Uniti          |
| 63 kg  | Kaori Ichō Giappone      | Jing Ruixue Cina          | Volha Khilko Bielorussia         |
| 67 kg  | Meng Lili Cina           | Martine Dugrenier Canada  | Elena Perepelkina Russia         |
| 67 kg  | Meng Lili Cina           | Martine Dugrenier Canada  | Cathrine Downing Stati Uniti     |
| 72 kg  | Iris Smith Stati Uniti   | Kyoko Hamaguchi Giappone  | Anita Schätzle Germania          |
| 72 kg  | Iris Smith Stati Uniti   | Kyoko Hamaguchi Giappone  | Svetlana Saenko Ucraina          |

## Classifica squadre
| Class | Lotta libera maschile | Lotta libera maschile | Lotta greco-romana | Lotta greco-romana | Lotta libera femminile | Lotta libera femminile |
| Class | Squadra               | Punti                 | Squadra            | Punti              | Squadra                | Punti                  |
| ----- | --------------------- | --------------------- | ------------------ | ------------------ | ---------------------- | ---------------------- |
| 1     | Russia                | 54                    | Ungheria           | 41                 | Giappone               | 61                     |
| 2     | Cuba                  | 39                    | Russia             | 27                 | Cina                   | 52                     |
| 3     | Georgia               | 33                    | Turchia            | 26                 | Stati Uniti            | 42                     |
| 4     | Ucraina               | 27                    | Cuba               | 25                 | Canada                 | 41                     |
| 5     | Bulgaria              | 26                    | Bulgaria           | 24                 | Russia                 | 30                     |
| 6     | Iran                  | 22                    | Corea del Sud      | 23                 | Ucraina                | 25                     |
| 7     | Ungheria              | 20                    | Ucraina            | 23                 | Mongolia               | 17                     |
| 8     | Stati Uniti           | 20                    | Bielorussia        | 20                 | Ungheria               | 14                     |
| 9     | Mongolia              | 18                    | Kazakistan         | 20                 | Germania               | 13                     |
| 10    | Kazakistan            | 16                    | Iran               | 19                 | Bielorussia            | 12                     |

## Medagliere
| Pos. | Paese          | Oro | Argento | Bronzo | Totale |
| ---- | -------------- | --- | ------- | ------ | ------ |
| 1    | Russia         | 5   | 1       | 3      | 9      |
| 2    | Giappone       | 4   | 1       | 1      | 6      |
| 3    | Bulgaria       | 2   | 2       | 1      | 5      |
| 3    | Cina           | 2   | 2       | 1      | 5      |
| 5    | Turchia        | 2   | 0       | 2      | 4      |
| 6    | Cuba           | 1   | 3       | 2      | 6      |
| 7    | Georgia        | 1   | 1       | 1      | 3      |
| 7    | Iran           | 1   | 1       | 1      | 3      |
| 9    | Stati Uniti    | 1   | 0       | 6      | 7      |
| 10   | Bielorussia    | 1   | 0       | 2      | 3      |
| 11   | Uzbekistan     | 1   | 0       | 0      | 1      |
| 12   | Ungheria       | 0   | 4       | 3      | 7      |
| 13   | Corea del Sud  | 0   | 2       | 0      | 2      |
| 14   | Ucraina        | 0   | 1       | 3      | 4      |
| 15   | Canada         | 0   | 1       | 2      | 3      |
| 16   | Danimarca      | 0   | 1       | 0      | 1      |
| 16   | Francia        | 0   | 1       | 0      | 1      |
| 18   | Germania       | 0   | 0       | 2      | 2      |
| 18   | Kazakistan     | 0   | 0       | 2      | 2      |
| 18   | Mongolia       | 0   | 0       | 2      | 2      |
| 18   | Corea del Nord | 0   | 0       | 2      | 2      |
| 22   | Armenia        | 0   | 0       | 1      | 1      |
| 22   | Rep. Ceca      | 0   | 0       | 1      | 1      |
| 22   | Finlandia      | 0   | 0       | 1      | 1      |
| 22   | Kirghizistan   | 0   | 0       | 1      | 1      |
| 22   | Norvegia       | 0   | 0       | 1      | 1      |
| 22   | Romania        | 0   | 0       | 1      | 1      |